# Eurostadium
Eurostadium var et foreslået stadion i Grimbergen, Belgien, lige nord for Bruxelles. Det ville have haft plads til 62.613. I juni 2015 blev byggefristen fastsat til 2019. Det ville have været vært for UEFA Euro 2020-kampe og ville være blevet hjemmebanen for Belgiens nationale fodboldhold og RSC Anderlecht.
I marts 2015 valgte byrådet i Bruxelles Ghelamco / BAM Consortium som den bedste kandidat til at finansiere, bygge og udnytte stadionet. I de efterfølgende år blev projektet imidlertid plaget af adskillige politiske forsinkelser. Anderlecht trak til sidst ud af projektet i februar 2017.
På grund af forsinkelserne rejste der bekymring for at stadionet ikke ville blive bygget i tide til Euro 2020 – eller om det overhovedet ville blive bygget overhovedet. Den 7. december 2017 besluttede UEFA's eksekutivkomité at fjerne Bruxelles som værtsby for Euro 2020 pga. disse forsinkelser og usikkerheden om hvorvidt stadionet ville være bygget færdigt i tide. De spil der planlægges afholdt i stadionet, blev i stedet tildelt til Wembley Stadium i London.
Den 30. januar 2018 afviste den flamske minister Joke Schauvliege ansøgningen fra Ghelamco om en miljøtilladelse, og som resultat blev projektet annulleret.